# Saramacca
Saramacca (autònim: Saamáka) és un llengua criolla parlada per prop de 30.300 persones d'ètnia africana prop dels alts riu Saramacca i riu Surinam a Surinam (anteriorment també coneguda com a Guaiana holandesa), i 5.500 a la Guaiana Francesa. Té tres dialectes principals. Els parlants són majoritàriament descendents d'esclaus fugitius que eren nadius de l'Àfrica Occidental; formen un grup ètnic anomenat Saramaca, també escrit Saramaka.
Els lingüistes consideren el saramacca notable perquè es basa en dos idiomes font principals, anglès (50%) i portuguès (35%), però divergeix considerablement d'ambdós. El component africà representa al voltant del 5% del vocabulari total, una de les més altes de les Amèriques. Els components africans deriven de llengües nigerocongoleses d'Àfrica occidental, especialment fon i altres llengües gbe, així com l'àkan.

## Orígens
El lèxic saramacca s'extreu en gran part de l'anglès, portuguès i neerlandès, entre els idiomes europeus, i llengües nigerocongoleses d'Àfrica occidental, especialment fon i altres llengües gbe, així com àkan. El component africà suposa al voltant de 5% del total.
La fonologia saramacca té trets similars a les llengües d'Àfrica Occidental. S'ha desenvolupat l'ús de tons, que són comuns a l'Àfrica, en lloc d'accent, típic de les llengües europees.
Més de la meitat de les paraules Saramacca provenen de l'anglès. En general es considera que la influència portuguesa en el saramacca es va originar en els pobles esclavitzats que vivien a les plantacions amb amos portuguesos, i possiblement amb altres esclaus que parlaven un crioll portuguès. Els amos podrien haver portat aquest últim al migrar a Surinam des de Brasil. La llengua va començar amb una forma inicial de sranan tongo i es va transformar en un nou crioll a través d'aquesta afluència portuguès, a més de la influència de les gramàtiques del fongbe i altres llengües gbe. L'anglès es va incorporar més tard, però va contribuir amb la meitat del lèxic. Algunes paraules comunes amb sranan tongo, el crioll més comú parlat a Surinam, també deriven de paraules portugueses.

## Dialectes
El saramacca es divideix en tres dialectes principals. El dialecte de l'alt riu Surinam i el dialecte del baix riu Surinam són parlats alhora pels saramaka, mentre que els matawari tenen el seu propi dialecte.

## Fonologia

### Vowels
|              | Anterior | Posterior |
| ------------ | -------- | --------- |
| Tancades     | i        | u         |
| Semitancades | e        | o         |
| Semiobertes  | ɛ        | ɔ         |
| Obertes      | a        | a         |

Cada vocal oral també té un corresponent vocal nasal. També hi ha tres vocals llargues: ex. es /bɛ/ "roig" vs. /bɛ́ɛ/ "ventre" vs. /bɛɛ́ɛ/ "pa".

### Consonants
|            |                | Labial | Labial | Dental/ Alveolar | Dental/ Alveolar | Palatal | Palatal | Velar  | Velar  | Velar | Velar |
| plana      | plana          | Labial | Labial | Dental/ Alveolar | Dental/ Alveolar | Palatal | Palatal | Labial | Labial |       |       |
| ---------- | -------------- | ------ | ------ | ---------------- | ---------------- | ------- | ------- | ------ | ------ | ----- | ----- |
| Nasal      | Nasal          | m      | m      | n                | n                | ɲ       | ɲ       |        |        |       |       |
| Oclusiva   | plana          | p      | b      | t                | d                | c       | ɟ       | k      | ɡ      | k͡p    | ɡ͡b    |
| Oclusiva   | prenasalitzada |        | mb     |                  | nd               |         | ɲɟ      |        | ŋɡ     |       |       |
| Fricativa  | Fricativa      | f      | v      | s                | z                | ç       |         |        |        |       |       |
| Aproximant | Aproximant     |        |        | l                | l                | j       | j       |        |        | w     | w     |

/c ɟ ɲ ɲɟ/ ón més concretament dorso-postalveolar, però la fricativa palatal /ç/ és dorso-palatal.

### To
La llengua té dos tons, alta i baix. L'accent en paraules d'origen europeu se substitueix pel to alt en Saramacca.

## Lèxic
El 50 % del vocabulari saramacca deriva de l'anglès, mentre que el 35% es deriva del portuguès. És un dels pocs criolls coneguts amb un gran percentatge del seu lèxic que deriva de més d'una font (la majoria dels criolls tenen una llengua principal lexificadora), i es diu que és alhora un crioll anglès i un crioll portuguès.
Al voltant del 5% del vocabulari saramacca és d'origen africà, més que qualsevol altre crioll a les Amèriques. Les llengües de partida per a aquestes paraules són el kikongo, llengües gbe, i twi.

## Exemples
Aquests són alguns exemples de frases Saramacca (preses del diccionari SIL):
De waka te de aan sinkii möön.

"Van caminar fins que van quedar esgotats."
U ta mindi kanda fu dee soni dee ta pasa ku u.

"Fem cançons sobre les coses que ens succeeixen."
A suku di soni te wojo fëën ko bëë.

"Va buscar en va."
Mi puu tu dusu kölu bai ën.

"He pagat dos mil florins per comprar-lo."
Exemples de paraules d'origen portuguès o un crioll portuguès són: mujee (mulher) "dona"; womi (o homem) "home"; da (dar) "donar"; bunu (bom) "bo"; kaba (acabar) "acabar"; ku (com) "com"; kuma (como) "com"; faka (faca) "ganivet"; aki (aqui) "aquí"; ma (mas) "però"; kendi (quente) "calent"; liba (riba) "per sobre"; lio (rio) "riu".